# Le Lièvre de Vatanen
Pour les articles homonymes, voir Le Lièvre de Vatanen (homonymie) et Vatanen.
Le Lièvre de Vatanen (titre original en finnois Jäniksen vuosi) est un roman de l'écrivain finlandais Arto Paasilinna écrit en finnois en 1975, à Suomusjärvi. Il a été traduit dans une trentaine de langues dont l'anglais, l'allemand, l'italien, l'espagnol, le portugais, les quatre langues scandinaves et le français. Il s'agit du roman de Paasilinna le plus lu au monde, et le livre a trouvé place en 1994 dans la collection UNESCO d'œuvres représentatives, au travers de sa version traduite en anglais par Herbert Lomas en 1995. Ce roman a été porté à l'écran à deux reprises : L'Année du lièvre en 1977 par Risto Jarva et Le Lièvre de Vatanen en 2006 par Marc Rivière.

## Résumé
Vatanen, journaliste à Helsinki, revient d'un reportage avec son collègue photographe près d'Heinola lorsque leur voiture percute un lièvre. Les deux hommes s'arrêtent, et Vatanen part à la poursuite de l'animal blessé dans la forêt. Pour ainsi dire, Vatanen quitte ici sa vie précédente, travail, femme, appartement.
Vatanen va alors vivre au rythme du lièvre, cherchant à le faire soigner, à bien le nourrir ; d'abord poursuivi par sa femme qu'il n'aime pas et par son employeur, il va parcourir la Finlande du sud au nord, se plongeant progressivement au plus profond de la nature. Son parcours est émaillé de rencontres plus surprenantes les unes que les autres, pour finalement changer totalement de vie.

## Autour du roman
Le roman de Paasilinna explore de nombreux thèmes relatifs à la Finlande de l'époque de son écriture et à son histoire récente.
Son voyage en direction du nord est également l'occasion de se plonger un peu dans la géographie du pays.
- Au fil du roman, nous suivons Vatanen et son lièvre depuis Heinola, et ils poursuivent leur route en se rendant à Mikkeli, Kuopio, Nurmes, Sonkajärvi, Kuhmo, Posio, Rovaniemi et Sodankylä. La route des compères va franchir la frontière avec l'Union soviétique, Vatanen allant abattre son ours près de Kandalaksa. Rapatrié à Petrozavodsk puis Léningrad, la boucle est bouclée lorsqu'il revient à Helsinki.
- En cherchant à prendre soin de son lièvre, Vatanen apprend petit à petit comment s'occuper d'un animal, et par ce biais, à communier avec la nature. Faisant régulariser sa situation – adoption d'un animal d'une espèce protégée – par un garde de l'administration des chasses du district de Savo-sud, il apprend à le nourrir avec de la gesse des prés notamment. Sa rencontre avec la nature se traduit également par une lutte contre un grand incendie de forêt, l'assistance à une vache qui doit vêler, en se faisant embaucher comme bûcheron, en luttant pour sauver sa pitance d'un vorace et astucieux corbeau…
- Parmi ses rencontres, le commissaire de police devant qui il passe un moment après son arrestation pour possession d'animal sauvage, qui lui fait connaître une retraite fort agréable au bord d'un des nombreux lacs de la région, avec l'ancien commissaire Hannikainen. Ce dernier lui fait part de son étude minutieuse, portant sur plusieurs années, le portant à croire que le président de l'époque Urho Kekkonen avait été remplacé par un sosie et estimant que celui-ci resterait en place jusqu'aux années 2000.
- Il s'agit aussi du pasteur Laamanen de Sonkajärvi, qui met son église en pièces à coups de fusil de chasse quand il s'aperçoit qu'un lièvre y a momentanément élu domicile. Ou encore de Kurko, son collègue bûcheron, un peu braconnier, un peu filou, qui revend en toute illégalité à la ferraille la centaine de tonnes de matériel militaire abandonné par les Allemands en retraite lors de la Guerre de Laponie, qu'il tire du fond d'un lac près de Meltaus. Kaartinen, le sacrificateur, tente quant à lui de tuer le lièvre, de par ses croyances retrouvées provenant du fond des temps de la religion finnoise antique.
- Vatanen se retrouve plus tard au milieu de manœuvres militaires d'un bataillon de jägers de l'armée finlandaise, lors d'une rencontre internationale en présence d'attachés militaires suédois, américains, français et brésiliens. Cette démonstration de combat à ski se déroule alors que le pays se trouve en pleine finlandisation. La femme d'un des représentants étrangers se prend d'affection pour le lièvre, qu'elle ne quittera qu'une fois que celui-ci lui aura causé de multiples ennuis.
- Après cet épisode, ponctué par l'attaque d'un ours et un incendie du camp militaire, Vatanen se trouve réveillé avec une terrible gueule de bois, en la charmante compagnie de Leila. La jeune femme, avec qui il s'est fiancé, lui raconte son périple dans le sud de la Finlande, leur rencontre et leur nouvelle vie à venir.
- Le livre se termine autour d'une chasse à l'ours, le même qui avait déjà causé les déboires de Vatanen au milieu du sommet militaire international. Retourné pour un moment en Laponie, isolé, l'ours flairant le lièvre, Vatanen part à sa poursuite depuis Sompio. La chasse se termine en Russie, Union Soviétique, sur la Mer Blanche gelée, où le chasseur est félicité par les habitants locaux, s'exprimant dans un dialecte carélien. On peut sans doute voir dans cet épisode une illustration du sisu finlandais, une sorte d'état d'esprit mêlant courage, volonté et détermination.
- L'épilogue repose sur le fait que Vatanen se trouve emprisonné à cause de ses diverses infractions, en compagnie de son lièvre, en qualité de complice. Mais l'appel de la nature est plus fort et ils parviennent à s'évader…

## Traductions
- Bulgare (Colibri Publishers)
- Estonien (Loomingu Raamatukogu), 1995
- Anglais (Peter Owen), 1995
- Espagnol (Editiones de la Torre)
- Hébreu (Am Oved Publishers)
- Néerlandais (Arena), 1993
- Islandais (Mál og Menning)
- Italien (Iperborea), 1994
- Japonais (Merkmal)
- Croate (A3DATA)
- Letton (Petergailis)
- Lituanien (Tyto Alba)
- Norvégien (Aschehoug)
- Français (Denoël), 1989
- Suédois (Brombergs)
- Allemand (Byblos), 1993
- Slovène (Cancarjeva Zalozba)
- Danois (Anastasia), 1997
- Tchèque (Hejkal)
- Turc (Simavi Yayinlari)
- Ukrainien (Calvaria)
- Hongrois (Magvetö Könyvkiado)
- Russe (Olga Morozova Publishers)

## Édition
- Le Lièvre de Vatanen, traduit du finnois par Anne Colin du Terrail, Denoël, 3 mai 1989  (ISBN 2-207-23584-X).

## Adaptations cinématographiques
- 1977 : L'Année du lièvre (Jäniksen vuosi), film finlandais réalisé par Risto Jarva, adaptation du roman Le Lièvre de Vatanen
- 2006 : Le Lièvre de Vatanen, film franco-belgo-bulgare réalisé par Marc Rivière, adaptation du roman éponyme, avec Christophe Lambert, Julie Gayet et Rémy Girard